# Sakura Doi
Sakura Doi (28 de março de 1995) é um voleibolista profissional japonês, jogador posição atacante.

## Títulos
Clubes
Campeonato Japão:
- 2017

Copa Kurowashiki:
- 2017

Seleção principal
Campeonato Asiático Sub-20:
- 2012

Campeonato Mundial Sub-20:
- 2013[1][2]